# Prerad
Prerad je hribovito naselje v Občini Dornava na strani Slovenskih goric, bogat z vinogradi in gozdovi. Je obcestna vas, ki leži predvsem na višinskem območju. Ima največjo nadmorsko višino v občini, 325 m (spodnja višina = 240m, srednja višina = 290m, najvišja višina = 325m). V kraju je veliko počitniških hišic. Vaščani tudi delijo Prerad na »Prerad« in »mali Prerad«.

## Ljudje
Prevladuje ostarelo prebivalstvo. V Preradu vsako leto izvedejo srečanje vaščanov. Po številu prebivalcev je vas na petem mestu v občini (od 12). Povprečna starost je 48,6 let. Populacija Prerada je občutno padla, saj je leta 1931 v Preradu živelo 198 ljudi, današnji dan pa 144.

## Vaški stolp
Leta 2012 je najvišji vrh v občini Dornava pridobil stolp in sicer Franc-Jožev Stolp.
Mimo stolpa vodijo tri sprehajalne poti in sicer Slovenjegoriška planinska pot, Kolesarska pot po spodnjem Podravju ter Marijina romarska pot. Sprehajalci, tekači in kolesarji si lahko spočijejo ob mizi in klopeh ter se vpišejo v knjigo obiskovalcev, ki je v stolpu. 

## Zgodovina
V starih časih ko še ni bilo speljanega vodovoda, so po vodo hodili k vodnjakom. Kot pri drugih vaseh, so nekateri ljudje hodili včasih tudi po kilometre da bi dobili svežo vodo.
V drugi svetovni vojni 9. aprila 1941 so nemški vojaki zasedli vas Dornavo ter jo preimenovali v Dornau. Preimenovali so tudi sosednje vasi, Prerad so Nemci preimenovali v Prerath.
V Preradu je griček, imenovan »frajšina«. Ta je reševal fante, ki bi morali iti v vojsko. Fantje so se skrili na griček, lovili in iskali pa so jih biriči. Znana je zgodba fanta, ki se je skril na frajšino in čakal, da ga biriči pozabijo. Ker je mislil, da je že pozabljen, se je vrnil domov, si poiskal dekle in šel v grad k Veliki Nedelji, prosit za ženitev. Grad pa na mladeniča ni pozabil. Takoj so ga vtaknili v vojaško suknjo, slomsko nevesto pa poslali domov. Mladenič se ni nikoli vrnil domov.